# Нападач (фудбал)
Нападач је играч у фудбалском тиму, који је према формацији најистуренији играч свога тима. Његов основни задатак је постизање поготка и он најчешће има минимална задужења у одбрани. Играчи који играју на овој позицији најчешће су најбољи стрелци својих екипа.
- Категорија:Нападачи у фудбалу

Промене у схватању фудбалске игре и тактике, довеле су до тога да се дешава да у појединим екипама најбољи стрелци буду играчи којима постизање голова није примарни задатак, а да нападачи имају највише асистенција или да у појединим ситуацијама имају важан задатак у одбрани свог гола. Веома често при извођењу корнера или слободних удараца високи нападачи имају задатак да у одбрани чувају најопаснијег противничког скакача.
У формацијама у којима данашњи тимови највише играју, обично има од једног до три нападача, мада се најчешће на терену истовремено налазе два нападача. Колико нападача ће послати на терен, тренери одлучују на основу резултата који желе да остваре и снаге противника. У зависности од развоја ситуације на терену, изменама тренер може променити број нападача у екипи. Ако њихови тимови воде, тренери ће веома често појачати одбрану, извођењем из игре нападача а увођењем одбрамбеног играча. У обрнутом случају, када је њиховој екипи неопходан гол, на терен ће ући нападач уместо играча који игра на некој другој позицији.

## Центарфор
Центарфор (од енгл.  — „средишњи нападач”) или шпиц (од   — „врх”), је средишњи нападач. Раније се готово подразумевало да играч на овој позицији мора бити висок и снажан, како би доминирао у скок игри, и дуге лопте од својих одбрамбених играча могао да проследи ка другим саиграчима или да искористи употребљиве центаршутеве са бока и главом постигне гол. Данас то и није увек тако, јер на овој позицији могу играти и нижи играчи који својом брзином могу остварити предност у односу на противника и тако затрести мрежу.

## Полушпиц
За ову позицију у тиму се користи велики број назива. Поред термина полушпиц, новинари и фудбалски стручњаци, за ову позицију користе још и термине као што су: други нападач, слободњак, плејмејкер или повучени нападач. Неки теоретичари фудбалске игре, играче који играју на овој позицији, убрајају у играче средине терена. То чине зато што ови играчи и делују између средине терена и напада. Њихов једини задатак није постизање голова. Они учествују у креирању игре и помажу везним играчима а у напад се убацују из другог плана.

## Крило
- Категорија:Крилни играчи у фудбалу

Задатак играча који игра на овој позицији је да угрожава противнички гол са левог или десног крила свог напада. Крило се обично налази што ближе аут линији и настоји да продором дуж аут линије дође до позиције из које може да центрира и на тај начин асистира неком од својих саиграча. Према континенталном схватању фудбала, крило се сврстава међу нападаче. Његови задаци се у дефанзиви односе на вршење пресинга на противничког бека који има лопту у свом поседу. Према острвском начину игре, крило је играч средине терена. Када противник има лопту он помаже везном реду и задужен је за чување противничког бека ако овај одлучи да учествује у завршници напада.
Раније се уз позицију крило, углавном наглашавало да ли се ради о левом или десном крилу. У модерном фудбалу за тим нема потребе јер тренери веома често мењају стране крилима, некад и више пута током меча. Данашња крила нису оријентисана искључиво на продор по боку, већ покушавају да до противничког гола дођу и кроз средину.